# Hermann Mellage
Hermann Mellage (* 10. Dezember 1906 in Münster; † unbekannt) war ein deutscher Fußballspieler. Der Torhüter wurde mit dem FC Schalke 04 1934 und 1935 Deutscher Meister.

## Karriere
Mellage kam 1929 vom SC Münster 08, für den er schon in der Jugend das Tor gehütet hatte, seit er 14 Jahre alt gewesen war. Beim Spiel einer Auswahlmannschaft in der Glückauf-Kampfbahn waren die Schalker auf ihn aufmerksam geworden. Er folgte August Sobotka als Nummer eins der Königsblauen nach. Bereits im Meisterschaftsfinale 1933, das die Gelsenkirchener gegen Fortuna Düsseldorf mit 0:3 verloren, stand Mellage zwischen den Pfosten; in den beiden folgenden Spielzeiten, in denen die Schalker ihre ersten beiden Deutschen Meistertitel gewannen, erwies er sich als beständiger Rückhalt des „Schalker Kreisels“. Auch in den verlorenen DFB-Pokalfinalen 1935 und 1936 stand er im Tor der „Knappen“. Den Torhüter „mit seinen langen Armen und seinen kraftvoll zupackenden Händen“ zeichnete aus, dass er „eine wohltuende Ruhe im Abwehrverband“ ausstrahlte.
Mellage nahm im Januar 1937 eine neue Arbeitsstelle in Wuppertal an und wechselte daraufhin zum SSV Wuppertal. Den 30-Jährigen löste der acht Jahre jüngere Hans Klodt als Nummer eins ab.

## Sonstiges
Der gelernte Elektriker Mellage arbeitete während seiner Schalker Zeit bei Küppersbusch. Später war er bei der Stadt Wuppertal und daneben als Trainer bei Germania Wuppertal tätig. Während er seinen Wehrdienst ableistete, stand Mellage vorübergehend beim Husumer FV zwischen den Pfosten.